# Ängshaverrot
Ängshaverrot  (Tragopogon pratensis) är en art i familjen korgblommiga växter. Storlek: 30-80 cm lång Tid:Juni-juli
Plats:Näringsrik och torr Latin:T.pratentis
Färg:Blekgul Blad:spetsiga och gröna
Fruktens blekbruna, ovanligt stora svävapparat, en skaftad fjäderpensel (liknande den hos rotfibbla), består av styva, rikt förgrenade och till en tät skärm sammanhållna hår. Den har hög, grenig och mångbladig stjälk. Bladen är breda vid basen och långsamt avsmalnande. Den kägellika holken har fjäll som är lika långa som de yttersta blommorna. Den är lätt att förbise under blomningen, eftersom korgarna står öppna endast under dagens tidigaste timmar. Enligt Linnés "blomsterur" för Uppsala (och juni månad?) öppnas de mellan klockan 3 och 5 på morgonen och sluter sig redan mellan klockan 9 och 10 (på förmiddagen). 
Denna art hör hemma på ängar i södra och mellersta Sverige, sydöstra Norge (samt Trondheimstrakten) och södra Finland, framför allt på odlade platser, som till exempel åkerrenar och vägarnas gräskanter. 
Växtens vetenskapliga släktnamn Tragopogon betyder "bockskägg", och åt samma håll pekar namnet "haverrot", som kommer från det fornnordiska hafr, "bock". Precis som antyds av detta namn har växtens rot en viss betydelse: den är ätlig och sötaktigt saftig.

## Externa länkar

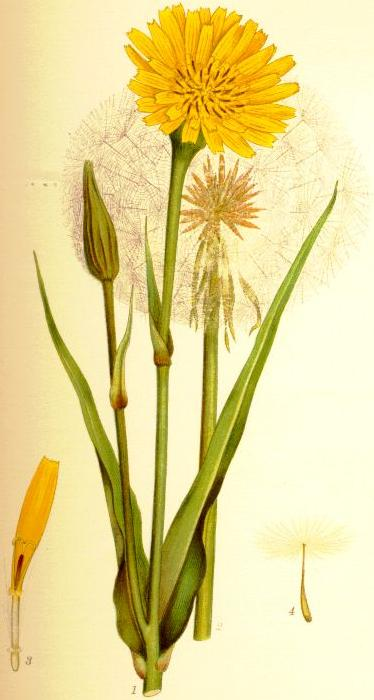